# Zemelnyj Hipotecznyj Bank
Zemelnyj Hipotecznyj Bank SA (Ziemski Bank Hipoteczny SA) we Lwowie – bank ukraiński, w latach 1910–1918 działający na terenie Galicji i Bukowiny, w latach 1918–1939 na terenie wschodnich województw II Rzeczypospolitej.

## Historia
Powstał w 1909, jego statut został zatwierdzony 6 kwietnia 1909 reskryptem 6591 austriackiego Ministerstwa Spraw Wewnętrznych. Rozpoczął działalność 1 kwietnia 1910. Zgodnie ze statutem prowadził działalność na terenie Galicji i Bukowiny. Był spółką akcyjną, której kapitał założycielski wynosił 1 mln koron, i podzielony był na 2500 akcji po 400 koron. Właścicielem 80% akcji był greckokatolicki metropolita lwowski arcybiskup Andrzej Szeptycki, którego we władzach banku reprezentował ks. prałat Tytus Wojnarowski. Wśród założycieli banku i jego udziałowców było wielu duchownych unickich, m.in. biskup stanisławowski Grzegorz Chomyszyn. Siedziba banku mieściła się we Lwowie na ul. Podwale 7. W tym pierwszym okresie działalności próbował udzielać kredytu przemysłowego, ale ostatecznie skupił się na pożyczkach, udzielanych ukraińskim chłopom na zakup ziemi. Do 1914 roku udzielił prawie 2 tys. takich pożyczek na sumę 7 min koron.
W okresie międzywojennym siedziba banku mieściła się we Lwowie, od 1924 przy ulicy Słowackiego 14. Bank miał jeden oddział miejski we Lwowie i jeden w Stanisławowie. W okresie inflacji po I wojnie światowej wspierał ukraińskie firmy i spółdzielnie, m.in. Spółkę Ukraińskich Kooperatyw „Twaromin” i przedsiębiorstwo drzewne „Tytan”. W końcu lat dwudziestych bank nadal udzielał kredytu hipotecznego, ale stopniowo rosła też rola kredytu dyskontowego. Jego kapitał akcyjny wynosił w 1925 – 1 min zł; a w 1929 – 5 min zł. Okres Wielkiego Kryzysu, mimo ograniczenia działalności, przetrwał bez większych strat. Pod koniec lat trzydziestych był jedną z głównych ukraińskich instytucji finansowych w II RP. Jego działalność przerwał wybuch II wojny światowej, a następnie jego nacjonalizacja dokonana przez władze sowieckie.

### Prezesi
- Teofil Dębicki (1910-1915)
- Teofil Kormosz (1916-1929)
- Konstanty Lewicki (1929-1930)
- Tytus Wojnarowski (1930-1932)
- Jan Matyszewski (1932-1934)
- Modest Karatnicki (1934-1939)

### Dyrektorzy
- Aleksander Kulczycki (1910-1930)
- Włodzimierz Singalewicz (1930-1939)